# Крила кохання
Крила кохання (тур. Sefirin Kızı) — турецька кримінальна драма, створена O3 Medya та NG Medya. Прем'єра відбулася 16 грудня 2019 року. В Україні прем'єра відбулася 17 січня 2022 року на 1+1. Головні ролі виконували Енґін Ак'юрек, Несліхан Атагюль (покинула серіал через захворювання кишечника) та Туба Бюйюкюстюн.

## Сюжет
Молоді люди Санджар і Наре шалено покохали одне одного, проте батько дівчини був проти їхніх стосунків. Якось Наре та Санджар вирішують втекти та таємно одружитися. Однак у першу шлюбну ніч між закоханими відбувається сварка і Санджар проганяє кохану, після чого Наре зникає. Санджар у розпачі. Він вважає, що дівчина має коханця, і вона пішла до нього. Але все було зовсім інакше — Наре намагалася накласти на себе руки кинувшись зі скелі, але вижила. Так й існували вони, страждаючи поодинці і сумуючи одне за одним. Через 9 років Наре знову з'являється у житті Санджара. І в найнесподіваніший момент — коли він уже збирався одружитися з іншою жінкою, вирішивши почати життя наново…

## Акторський склад та український дубляж
- Енгін Ак'юрек (Дмитро Гаврилов) — Санджар Ефеоглу
- Несліхан Атагюль (Ксенія Мішина та Анна Дончик) — Наре Челебі
- Туба Бюйюкюстюн (Катерина Буцька) — Маві Чінар-Ефеоглу
- Ураз Кайгілароглу (Роман Чорний) — Гедиз Ішіклі
- Берен Генчальп (Галина Дубок) — Мелек Челебі
- Гонджа Джіласун (Ольга Сумська) — Халісе Ефеоглу
- Догукан Полат (Дмитро Завадський) — Ях'я Ефеоглу
- Джемре Октем (Анна Павленко) — Зехра Ефеоглу
- Едіп Тепелі (Юрій Кудрявець) — Каврук Омер
- Ерхан Алпай (Андрій Твердак та Володимир Терещук) — Акин Байдар
- Тюлін Язкан (Наталя Романько-Кисельова) — Менекше Йілмаз
- Хівда Зізан Альп (Аліса Гур'єва) — Ельван Ефеоглу
- Зеррін Сюмер (Ірина Дорошенко) — Феріде Ефеоглу
- Озлем Чакар (Ольга Радчук) — Рефіка Ішіклі
- Есра Кизилдоган (Олена Яблочна) — Мюге Ішіклі
- Нілюфер Кілічарслан (Ніна Касторф, Ірина Дорошенко та Лариса Руснак) — Атіке Йілмаз
- Самі Аксу (Максим Кондратюк) — Недждет Йілмаз
- Бюлент Чакрак (Михайло Тишин) — Кахраман Боз
- Гезді Чігаджі (Катерина Буцька) — Джейлан
- Ердал Кючюккемюрджю (Євген Пашин та Максим Кондратюк) — Гювен Челебі
- Дениз Ішин (Юлія Перенчук та Анна Дончик) — Сахра Ялчин
- Дуйгу Караджа (Катерина Брайковська та Ганна Соболєва) — Еше
- Ягмур Башкурт (Анастасія Жарнікова-Зіновенко) — Гюлсіє
- Ілайда Ільдір (Юлія Перенчук та Вікторія Бакун) — Дуду
- Фуркан Аксой (Андрій Соболєв) — Локі
- Феріт Актуг (Роман Чорний) — Бора
- Шафак Башкая (Дмитро Терещук) — Седат

А також: Юрій Висоцький, Олександр Завальський, Ярослав Чорненький, Анатолій Зіновенко, Олег Лепенець, Олесь Гімбаржевський, Михайло Кришталь, Михайло Жонін, Павло Скороходько, Андрій Альохін, Дмитро Нежельський, Андрій Федінчик, Олексій Череватенко, Олександр Погребняк, Денис Жупник, Олександр Солодкий, Дмитро Рассказов-Тварковський, Сергій Могилевський, Лідія Муращенко, Олена Узлюк, Наталя Ярошенко, Катерина Сергеєва, Вікторія Москаленко.
Українською мовою серіал дубльовано студією «1+1» у 2021—2022 роках. Дубляж було створено під час пандемії COVID-19, але на початку повномасштабного вторгнення Росії в Україну дубляж не змогли завершити та показ призупинено на невизначений термін. Дубляж заново передублювано всі серії та майже робота над дубляжем майже завершено, але ролі переозвучено деякі актори дубляжу.

## Сезони
| Сезон | Початок сезону | Фінал сезону   | Кількість серій | Епізоди | Канал ТВ |
| ----- | -------------- | -------------- | --------------- | ------- | -------- |
| 1     | 16 грудня 2019 | 22 червня 2020 | 17              | 1-17    | Star TV  |
| 2     | 7 вересня 2020 | 11 травня 2021 | 35              | 18-35   | Star TV  |

## Трансляція в Україні
- Вперше серіал транслювався з 17 січня по 23 лютого 2022 року на телеканалі 1+1, у будні о 17:10 по дві серії. У зв'язку з початком війни Росії проти України з 24 лютого по 25 грудня 2022 року серіал не транслювали. Телеканал цілодобово транслює інформаційний марафон «Єдині новини».
- Вдруге серіал транслювався з 26 грудня 2022 по 24 березня 2023 року на телеканалі 1+1 Україна з першої серії. З 26 грудня 2022 року, у будні о 17:00 по три серії. З 27 лютого 2023 року, у будні о 17:10 по дві серії. З 13 березня 2023 року, у будні о 18:10 по одній серії.
- Втретє серіал транслювався з 21 травня по 31 грудня 2023 року на телеканалі Бігуді, у вихідні о 19:00 по три серії. З 5 листопада, у вихідні о 17:30 по дві серії.
- Вчетверте серіал транслювався з 18 липня по 18 жовтня 2024 року на телеканалі Бігуді, у будні о 17:00 по три серії.

## Критика
Серіал, що вийшов 2019 року, викликав інтерес у глядачів. Про сюжет відгукуються як про типову «мильну оперу».
За даними опитування журналу Gecce, серіал посів третє місце у рейтингу турецьких серіалів сезону 2019/2020.